# Lillian Desow-Fishbein
Lillian Desow-Fishbein (1921 - 6 de agosto de 2004) foi uma pintora americana activa no National Council of Jewish Women, no American Jewish Congress e no Art Institute Associates. Em 1968, ela e o seu marido, Jack Fishbein, viajaram para a Etiópia para ajudar a aumentar a consciencialização sobre a situação dos judeus etíopes. Ela teve dois filhos e ensinou arte ao longo de 38 anos. Os seus pais mudaram-se da Polónia para os Estados Unidos em 1920, e ela foi a primeira filha de uma família de nove nascida na América. Frequentou a Cass Technical High School em Detroit e mais tarde recebeu uma bolsa de estudos em artes para Cranbrook, em Michigan.
O seu trabalho é mantido pelo Museu Smithsoniano de Arte Americana e pelo Detroit Institute of Arts.